# Loi sur les organisations religieuses
La loi sur les organisations religieuses (宗教団体法, Shūkyō Dantai Hō) est une loi japonaise de 1939 portant sur l'organisation des mouvements religieux, et qui encadre leurs droits et leurs devoirs vis-à-vis de l'Etat. Passée dans le contexte du Shintoïsme d'État, elle dote l'Etat d'instruments de contrôle sur celles-ci, en particulier contre les églises chrétiennes (assimilées aux puissances étrangère hostiles au Japon) et contre les sectes bouddhistes jugées trop distantes du pouvoir.

## liens externes
- Notices d'autorité :   - Japon